# Xã Ruscombmanor, Quận Berks, Pennsylvania
Xã Ruscombmanor (tiếng Anh: Ruscombmanor Township) là một xã thuộc quận Berks, tiểu bang Pennsylvania, Hoa Kỳ. Năm 2010, dân số của xã này là 4.112 người.